# Paral·lel 72° nord
El paral·lel 72° nord és una línia de latitud que es troba a 72 graus nord de la línia equatorial terrestre. Travessa Europa, Àsia, l'Oceà Pacífic, Amèrica del Nord l'oceà Atlàntic.

## Geografia
En el sistema geodèsic WGS84, al nivell de 72° de latitud nord, un grau de longitud equival a 34,504 km; la longitud total del paral·lel és de 12.422 km, que és aproximadament 31,0% de la de l'equador, del que es troba a 7.992 km i a 2.010 km del pol Nord
Com tots els altres paral·lels a part de l'equador, el paral·lel 72° nord no és un cercle màxim i no és la distància més curta entre dos punts, fins i tot si es troben al mateix latitud. Per exemple, seguint el paral·lel, la distància recorreguda entre dos punts de longitud oposada és 6.211 km; després d'un cercle màxim (que passa pel Pol Nord), només és 4.020 km.

## Durada del dia
En aquesta latitud, el sol és visible durant 24 hores i 0 minuts a l'estiu, i resta sota l'horitzó tot el dia en solstici d'hivern.

## Arreu del món
Començant al meridià de Greenwich i dirigint-se cap a l'est, el paral·lel 72º passa per:
| Coordenades                               | País, territori o mar         | Notes                                                                               |
| ----------------------------------------- | ----------------------------- | ----------------------------------------------------------------------------------- |
| 72° 0′ N, 0° 0′ E / 72.000°N,0.000°E      | Oceà Atlàntic                 | Mar de Noruega                                                                      |
| 72° 0′ N, 23° 53′ E / 72.000°N,23.883°E   | Mar de Barents                |                                                                                     |
| 72° 0′ N, 51° 31′ E / 72.000°N,51.517°E   | Rússia                        | Nova Terra – Illa Iujni                                                             |
| 72° 0′ N, 55° 22′ E / 72.000°N,55.367°E   | Mar de Kara                   |                                                                                     |
| 72° 0′ N, 68° 36′ E / 72.000°N,68.600°E   | Rússia                        | Península de Iamal                                                                  |
| 72° 0′ N, 72° 31′ E / 72.000°N,72.517°E   | Golf de l'Obi                 |                                                                                     |
| 72° 0′ N, 74° 34′ E / 72.000°N,74.567°E   | Rússia                        | Península de Guidan - passa a través de la badia de Khalmyer i la badia de Iuratski |
| 72° 0′ N, 75° 42′ E / 72.000°N,75.700°E   | Rússia                        | Badia de Khalmyer – Envoltada per la península de Guidan                            |
| 72° 0′ N, 80° 50′ E / 72.000°N,80.833°E   | Golf del Ienissei             |                                                                                     |
| 72° 0′ N, 82° 32′ E / 72.000°N,82.533°E   | Rússia                        |                                                                                     |
| 72° 0′ N, 129° 8′ E / 72.000°N,129.133°E  | Mar de Làptev                 |                                                                                     |
| 72° 0′ N, 139° 45′ E / 72.000°N,139.750°E | Rússia                        |                                                                                     |
| 72° 0′ N, 149° 57′ E / 72.000°N,149.950°E | Mar de la Sibèria Oriental    |                                                                                     |
| 72° 0′ N, 178° 1′ E / 72.000°N,178.017°E  | Oceà Àrtic                    |                                                                                     |
| 72° 0′ N, 152° 16′ O / 72.000°N,152.267°O | Mar de Beaufort               |                                                                                     |
| 72° 0′ N, 125° 45′ O / 72.000°N,125.750°O | Canadà                        | Territoris del Nord-oest – Illa de Banks                                            |
| 72° 0′ N, 120° 20′ O / 72.000°N,120.333°O | Estret del Príncep de Gal·les |                                                                                     |
| 72° 0′ N, 118° 53′ O / 72.000°N,118.883°O | Canadà                        | Territoris del Nord-oest - Illa Victòria Nunavut - Illa Victòria                    |
| 72° 0′ N, 108° 23′ O / 72.000°N,108.383°O | Badia de Hadley               |                                                                                     |
| 72° 0′ N, 107° 31′ O / 72.000°N,107.517°O | Canadà                        | Nunavut - Illa Victòria                                                             |
| 72° 0′ N, 104° 49′ O / 72.000°N,104.817°O | Canal de M'Clintock           |                                                                                     |
| 72° 0′ N, 100° 18′ O / 72.000°N,100.300°O | Canadà                        | Nunavut - Illa del Príncep de Gal·les                                               |
| 72° 0′ N, 96° 27′ O / 72.000°N,96.450°O   | Estret de Peel                |                                                                                     |
| 72° 0′ N, 95° 12′ O / 72.000°N,95.200°O   | Canadà                        | Nunavut – Illa Somerset                                                             |
| 72° 0′ N, 94° 2′ O / 72.000°N,94.033°O    | Estret del Príncep Regent     |                                                                                     |
| 72° 0′ N, 89° 58′ O / 72.000°N,89.967°O   | Canadà                        | Nunavut - Illa de Baffin                                                            |
| 72° 0′ N, 86° 21′ O / 72.000°N,86.350°O   | Admiralty Inlet               |                                                                                     |
| 72° 0′ N, 86° 0′ O / 72.000°N,86.000°O    | Canadà                        | Nunavut - Illa de Baffin                                                            |
| 72° 0′ N, 74° 8′ O / 72.000°N,74.133°O    | Badia de Baffin               |                                                                                     |
| 72° 0′ N, 54° 0′ O / 72.000°N,54.000°O    | Groenlàndia                   | Península de Nunavik                                                                |
| 72° 0′ N, 25° 0′ O / 72.000°N,25.000°O    | Groenlàndia                   | Alps Stauning                                                                       |
| 72° 0′ N, 22° 56′ O / 72.000°N,22.933°O   | Oceà Atlàntic                 | Mar de Groenlàndia Mar de Noruega                                                   |